# 左更增五
左更增五，即白羊座ρ2（ρ2 Ari, ρ2 Arietis），是一颗位于白羊座的恒星，它距离地球约400光年。
左更增五是一颗白色M-型红巨星，它是一颗不规则变星，视星等在5.62至6.01之间变化，光变周期为30天，它的变星名字为白羊座RZ。
白羊座ρ2在中国星官系统中属于西方白虎七宿中娄宿的星官左更增星第五星，因此被称为左更增五。